# Салаи, Анталь
Анталь Салаи (венг. Szalay Antal; 12 марта 1912 или 3 марта 1912, Будапешт — 21 апреля 1960, Сидней) — венгерский футболист, игравший на позиции полузащитника, известен выступлениями за клуб «Уйпешт», а также национальную сборную Венгрии. Серебряный призёр чемпионата мира 1938 года. Четырёхкратный чемпион Венгрии. Обладатель Кубка Митропы. Лучший футболист Венгрии 1935 года.

## Клубная карьера
Дебютировал в высшем венгерском дивизионе в сезоне 1930/31 годов в составе клуба «Уйпешт». Принял участие в четырех матчах сезона и выиграл свой первый чемпионский титул. Вскоре ему удалось вытеснить из состава игрока национальной сборной Ференца Боршаньи и занять его позицию на левом фланге полузащиты, а к сезону когда «Уйпешт» отпраздновали свой следующий титул чемпиона в 1933 году, он уже стал постоянным игроком основного состава.
В 1935 году «Уйпешт», в составе которой играли Ласло Штернберг и Иштван Авар, выиграла еще один титул, а Салаи был признан футболистом года в Венгрии. После второго и третьего места в национальном первенстве в последующие годы, в 1939 году «Уйпешту» наконец-то удалось завершить сезон на вершине таблицы. Победа в чемпионате, позволила команде принять на участие в Кубке Митропы 1939 года, который они завоевали, выиграв финальный матч против соотечественников из «Ференцвароша».
В 1940 году покинул клуб за который отыграл десять лет и отправился завершать карьеру в клуб «Гранц» за который отыграл еще около года.

## Выступления за сборную
Салаи первый матч в составе сборной Венгрии сыграл в сентябре 1933 года, выйдя на поле вместе с Дьёрдем Шароши и Дьюлой Лазаром против сборной Швейцарии, матч завершился со счетом 3:0. С этого момента он регулярно играл правого полузащитника в сборной, был в составе сборной во время легендарного матча против сборной Англии в Будапеште в 1934 году, завершившимся со счетом 2:1 в пользу хозяев. Был частью команды на чемпионате мира 1934 года.
После провала сборной на чемпионате мира 1934 года на целый год потерял место в составе сборной. Однако вновь вернулся в ее расположение в отборочном цикле к чемпионату мира 1938 года. После удачно проведенного отборочного цикла был выбран в состав сборной на финальную часть чемпионата мира во Франции. Играл во всех других играх чемпионата мира, в том числе в проигранном финале против сборной Италии.
После чемпионата мира сыграл за сборную еще в двух матчах и завершил свою международную карьеру в августе 1939 года игрой против сборной Польши.
Всего за сборную Венгрии отыграл 24 матча.

## Тренерская карьера
После окончания Второй мировой войны Салаи начал свою тренерскую карьеру в Румынии, где руководил клубами «МТА Арад» и ФК «Крайова». Затем он работал в Италии в клубах «Каррарезе» и «Про Патрия». Некоторое время работал футбольным функционером в Люксембурге после чего уехал в Австралию, где тренировал клубы «Ювентус» и «Сент-Джордж-Будапешт».

## Титулы и достижения
«Уйпешт»
- Чемпион Венгрии (4): 1931, 1933, 1935, 1939
- Обладатель Кубка Митропы: 1939